# Liste der Baudenkmäler in Denning (München)
Auf dieser Seite sind die Baudenkmäler im Münchner Stadtteil Denning im Stadtbezirk 13 Bogenhausen aufgelistet. Zu diesen Baudenkmälern gibt es auch eine Bildersammlung und ein Fotoalbum mit ausgewählten Bildern.
Diese Liste ist Teil der Liste der Baudenkmäler in München. Grundlage ist die Bayerische Denkmalliste, die auf Basis des bayerischen Denkmalschutzgesetzes vom 1. Oktober 1973 erstmals erstellt wurde und seither durch das Bayerische Landesamt für Denkmalpflege geführt und aktualisiert wird. Die folgenden Angaben ersetzen nicht die rechtsverbindliche Auskunft der Denkmalschutzbehörde.

## Baudenkmäler nach Straßen
| Lage                            | Objekt  | Beschreibung | Akten-Nr.                 | Bild    |
| ------------------------------- | ------- | --- | ------------------------- | ------- |
| Denninger Straße 233 (Standort) | Kernhof | Ehemaliges Wohnstallhaus mit Gaststätte, zweigeschossiger Satteldachbau, 1899, Um- und Ausbau in den 1930er Jahren | D-1-62-000-11152 Wikidata | Kernhof |